# Gerardo Valencia Cano
Gerardo Valencia Cano né le 26 août 1917 à Saint-Domingue (Antioquia), mort le 21 janvier 1972 à Bolívar (Antioquia)  est un évêque catholique colombien.

## Biographie
Il est ordonné prêtre missionnaire à l'Institut des Missions Étrangères de Yarumal le 29 novembre 1942.
En 1943, il est nommé professeur au Séminaire des missions de Yarumal et étudie plus tard à Bogota.
En 1949, il est nommé préfet apostolique de Vaupés, où il reste trois ans.
Le 24 mai 1953, il est consacré vicaire apostolique de Buenaventura et évêque titulaire de Rhesaina (de), où il exerce son ministère épiscopal jusqu'à sa mort.
Entre 1956 et 1959, il est également supérieur général de la Société de saint François Xavier pour les missions étrangères de Yarumal.
Entre 1962 et 1965, Gerardo Valencia Cano participe aux délibérations du concile Vatican II.
En 1966, il est nommé président du Institut colombien d'anthropologie et d'histoire et écrit régulièrement des articles dans la revue Ethnia. Il est nommé président de la commission des missions du Congrès eucharistique international et organise la première Rencontre continentale des Missions en Amérique Latine à Melgar (Tolima) au cours de laquelle il propose le développement d'une pastorale pour les Afro-latino-américains.
En décembre 1968, il devient l'hôte de la deuxième réunion du groupe de Golconde, dont il souscrit et défend le manifeste.
Il meurt le 21 janvier 1972 dans le district de Farallones, municipalité de Ciudad Bolívar (Antioquia), d'un accident d'avion qui s'est écrasé sur la colline de San Nicolas. Son corps est enterré dans la cathédrale de Buenaventura (Valle del Cauca).